# Margaret Tu Chuan
Margaret Tu Chuan (en chino tradicional, 杜娟; pinyin, Dù Juān; Chengdu, 1 de enero de 1942 - Hong Kong, 30 de noviembre de 1969, 27 años) fue una actriz hongkonesa.

## Carrera
En 1958 rodó su primera película, The Magic Touch. La película fue dirigida por Li Han Hsiang, que la descubrió a los diecisiete años. Protagonizó películas como When The Peach Blossoms Bloom (1959), The Kingdom And The Beauty (1959) y Madam White Snake (1962) con Betty Loh Ti y Lin Dai antes de su muerte en 1969. Diary Of A Lady-Killer (1969) fue el último papel que protagonizó antes de suicidarse con una sobredosis de somníferos junto a una amante tras un matrimonio fallido. Ambas dejaron notas en las que pedían ser enterradas juntas, pero no fue así. Este suicidio formó parte de una «epidemia» que diezmó a las estrellas femeninas del cine mandarín (Ting Hao, Linda Lin Dai, Betty Loh Ti) en aquella época.

## Filmografía
- Diary of a Lady-Killer (1969)
- Yan yang tian (1967) .... Hong Ling
- The Black Falcon (1967) .... Hu Mei
- Te jing 009  (1964)
- Bian cheng san xia (1966) .... Chieh Ying
- Hu xia jian chou (1966) .... Hsiao Ching
- Shan ge yin yuan (1965) .... Sung Yu-lan
- The Black Forest (1964) .... Meidana
- Between Tears and Smiles  (1964)
- Di er chun (1963)
- Her Sister's Keeper (Hong Kong: título en ingles)
- Miao ren miao shi  (1962)
- Madam White Snake (1962) (como Tu Chuan) .... Qingqing (Green Snake)
- The Dream of the Red Chamber  (1962)
- Shou qiang (1961)
- Shen xian lao hu gou (1961) .... Sun Man-li
- Ge qiang yan shi(1961)
- Mang mu de ai qing (1961) .... Lu Lu-chi
- Oh Boys! Oh Girls! (1961))
- Jie da huan xi (1961)
- When the Peach Blossoms Bloom (1960) (como Juan Du)
- The Secret of Miss Pai (1960)
- How to Marry a Millionaire (1960) (Hong Kong: título en ingles)
- The Malayan Affair (1960)
- Twilight Hours (1960)
- Spring Song (1959) (como Xiaoping Peng)
- Hou men (1959)
- Kingdom and the Beauty  (1959) .... Chica de pueblo
- Miao shou hui chun  (1958)